# First Ditch Effort
First Ditch Effort тринадцятий студійний альбом американського панк-рок гурту NOFX, виданий 7 жовтня 2016 року.

## Реліз
«Six Years on Dope» є першою виданою піснею з альбому, вона була розміщена на Fat Wreck Chords сторінці в YouTube 20 липня 2016 року.
«Oxy Moronic» бувла видаа на радіо 14 вересня 2016 року. First Ditch Effort видана 7 жовтня.

## Список композицій
| #     | Назва                           | Тривалість |
| ----- | ------------------------------- | ---------- |
| 1.    | «Six Years on Dope»             | 1:32       |
| 2.    | «Happy Father's Day»            | 1:14       |
| 3.    | «Sid and Nancy»                 | 2:22       |
| 4.    | «California Drought»            | 3:14       |
| 5.    | «Oxy Moronic»                   | 3:56       |
| 6.    | «I Don't Like Me Anymore»       | 2:30       |
| 7.    | «I'm a Transvest-lite»          | 2:16       |
| 8.    | «Ditch Effort»                  | 1:47       |
| 9.    | «Dead Beat Mom»                 | 2:18       |
| 10.   | «Bye Bye Biopsy Girl»           | 2:00       |
| 11.   | «It Ain't Lonely at the Bottom» | 1:33       |
| 12.   | «I'm So Sorry Tony»             | 3:18       |
| 13.   | «Generation Z»                  | 5:07       |
| 33:07 |                                 |            |

## Учасники запису
- «Fat» Майк – вокал, бас-гітара, клавішні, піаніно
- Ерік Мелвін – ритм-гітара, бек-вокал, ведучий вокал у «Six Years On Dope»
- «El Hefe» – гітара, вокал, труба
- Ерік Сандін – ударні, перкусія

### Додаткові музиканти
- Johnny OMM - Harmonies
- Karina Deniké - бек-вокал у «Sid and Nancy» та «I'm So Sorry Tony»
- Joey Balls - піаніно у «Sid and Nancy» та «I Don't Like Me Anymore»
- Matt Garney - клавішні у «California Drought»
- Fletcher Dragge - бек-вокал у «I'm a Transvest-Lite»
- Brian Baker - ведуча гітара у «Dead Beat Mom»
- Luis and Toku - гітара і саксофон у «Bye Bye Biopsy Girl»
- Joey Cape - бек-вокал у «I'm So Sorry Tony»
- Chris Shiflett - ведуча гітара у «Generation Z»
- Darius Koski - віолончель у «Generation Z»
- Chris Mathewson - клавішні у «Generation Z»
- Darla Burkett - бек-вокал у «Generation Z»
- Fiona Sly - бек-вокал у «Generation Z»
- Sidra Hitching - текст у «Generation Z»

Виробництво
- Cameron Webb та «Fat» Майк — продюсер
- Cameron Webb — інжиніринг

## Чарти
| Чарт (2016)                                  | Пікова позиція |
| -------------------------------------------- | -------------- |
| Австралія Australian Albums (ARIA)           | 27             |
| Австрія Austrian Albums (Ö3 Austria)         | 28             |
| Бельгія Belgian Albums (Ultratop Flanders)   | 116            |
| Канада Canadian Albums (Billboard)           | 23             |
| Німеччина German Albums (Offizielle Top 100) | 16             |
| Швейцарія Swiss Albums (Schweizer Hitparade) | 33             |
| США Billboard 200                            | 54             |
| США Independent Albums (Billboard)           | 12             |

## First Ditch Effort (Commentary Version)
28 жовтня 2016 була видана версія альбому з коментарями «Fat» Майк стосовно кожного треку та альбому в цілому.